# Kyle Vinales
Kyle Vinales, né le 18 juin 1992 au Farmington Hills au Michigan, est un joueur américain de basket-ball.

## Carrière
Le 30 avril 2016 il remporte le Championnat de Tunisie 2016 contre l'Étoile sportive du Sahel. Il perd son premier match (69-73) après prolongations à Sousse il est le meilleur buteur avec 26 points et remporte le deuxième match (64-56) à Tunis il est à nouveau le meilleur buteur avec 25 points. Un match d'appui à Sousse est nécessaire le Club africain le remporte (59-56 il marque 14 points).Il remporte le titre de meilleur joueur étranger du championnat tunisien lors de la saison 2015-2016.
Au tournoi éliminatoire  de la zone 1 de l'Afrique pour la coupe d’Afrique des clubs champions 2016 son equipe prend la première place  avec trois victoires sans défaite. Il est le meilleur buteur dans ces trois matchs avec 22 points en moyenne par match avec le Club africain. Durant la coupe d’Afrique des clubs champions il prend la cinquième place avec le Club africain. Il est choisi pour faire partie de la deuxième équipe du tournoi, en est le troisième meilleur passeur avec 6,1 passes décisives et le cinquième meilleur buteur avec 18,1 points en moyenne par match.
Après une saison et demie, il quitte le Club africain le 15 février 2017 pour rejoindre le Brujos de Guayama.
A l'été 2017 il rejoindre l'Union sportive monastirienne.
Durant la coupe d’Afrique des clubs champions 2017 il prend la troisième place avec l'Union sportive monastirienne. Il est le deuxième meilleur buteur avec 21,5 points, le deuxième meilleur interceptioneur avec 2,3 interceptions et le quatrième meilleur passeur avec 5,3 passes décisives en moyenne par match. Just avant la fin de la saison 2017-2018 il quitte l'Union sportive monastirienne pour des raisons inconnues.

## Clubs
- 2011-2014 : Central Connecticut State Blue Devils (université)  États-Unis.
- 2014-2015 : Vaqueras de Bayamón  Porto Rico.
- 2015-2017 : Club africain  Tunisie.
- 2017-2017 : Brujos de Guayama  Porto Rico.
- 2017-2018 : Union sportive monastirienne  Tunisie.
- 2018: Caciques de Humacao  Porto Rico.
- 2018 : AEK Larnaca  Chypre.
- depuis 2019 : Brujos de Guayama  Porto Rico.
- depuis 2022.07 : SLUC NANCY Basket (FRANCE)

## Palmarès
- Champion de Tunisie : 2016
- Médaille de bronze à la coupe d’Afrique des clubs champions 2017 ( Tunisie)

### Distinctions personnelles
- Meilleur étranger du championnat de Tunisie lors de la saison 2015-2016